# Carlantino
Carlantino é uma comuna italiana da região da Apúlia, província de Foggia, com cerca de 1.294 habitantes. Estende-se por uma área de 34 km², tendo uma densidade populacional de 38 hab/km². Faz fronteira com Casalnuovo Monterotaro, Celenza Valfortore, Colletorto (CB), Macchia Valfortore (CB), Sant'Elia a Pianisi (CB).

## Demografia
| Variação demográfica do município entre 1861 e 2011                               |
|                                                                                   |
| Fonte: Istituto Nazionale di Statistica (ISTAT) - Elaboração gráfica da Wikipedia |